# 霞が関出入口

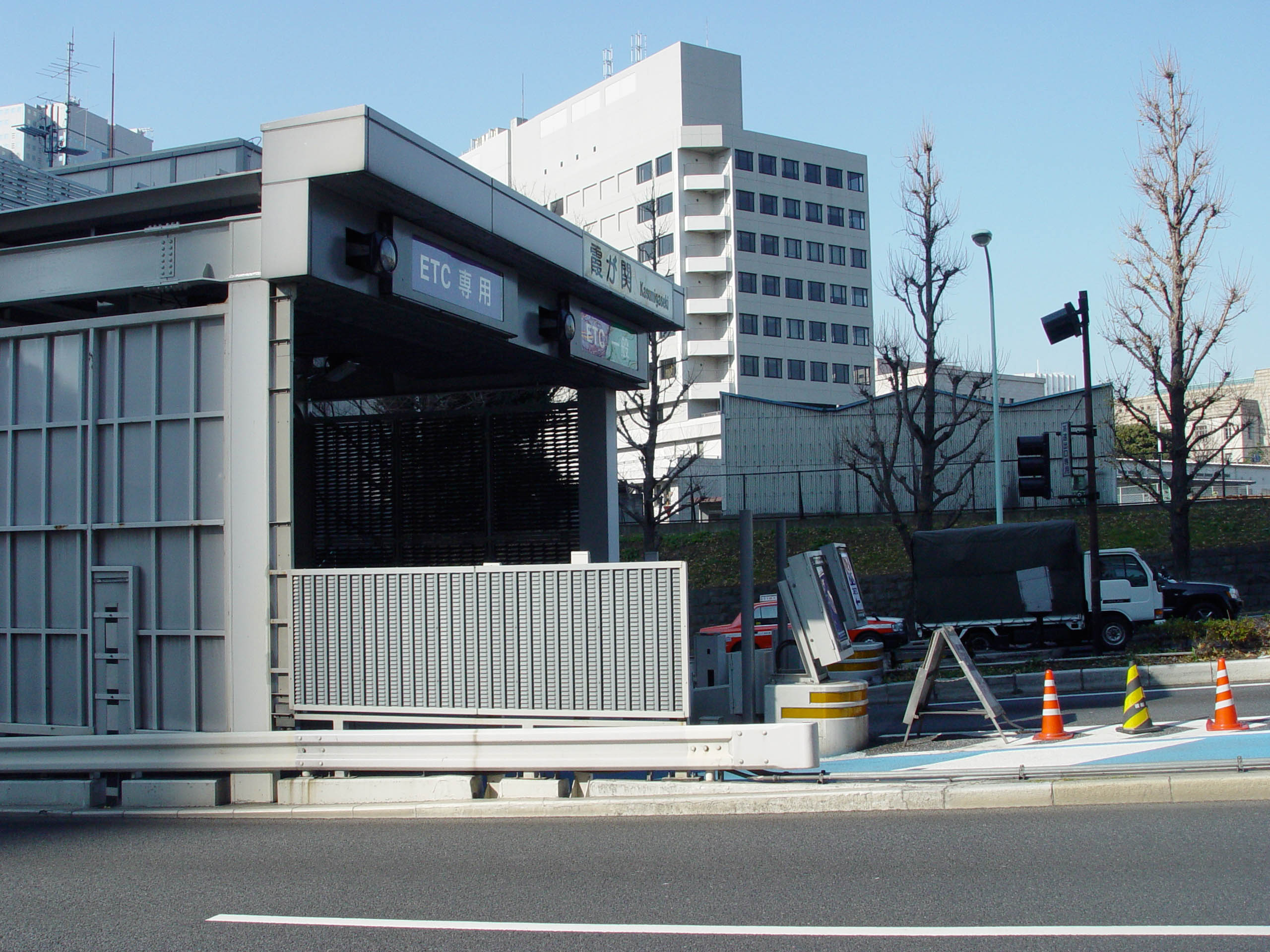
料金所（ETC専用化前）

霞が関出入口（かすみがせきでいりぐち）は、東京都千代田区にある首都高速道路都心環状線の出入口である。本線への合流及び本線からの分岐はトンネル内にある。外回りの三宅坂JCT分岐後には危険物積載車両の通行が禁止されている千代田トンネルがあるため、4号新宿線へ向かう車両を除き当該車両は当出口で流出し一般道路へ迂回する必要がある。
2022年（令和4年）4月1日以降、入口は内回り・外回り両方向ともにETC専用となっている。

## 接続する道路
- 六本木通り（東京都道412号霞ヶ関渋谷線）

## 料金所
- ブース数：2
  - ETC専用：1
  - ETC/サポート：1

## 周辺
- 霞が関官公庁街
- 憲政記念館
- 霞ケ関駅
- 国会議事堂前駅
- 国会議事堂
- 総理大臣官邸

## 隣
首都高速都心環状線
(21)飯倉出入口 - 谷町JCT - (23,24)霞が関出入口 - 三宅坂JCT - (25)代官町出入口